# 京成八幡駅

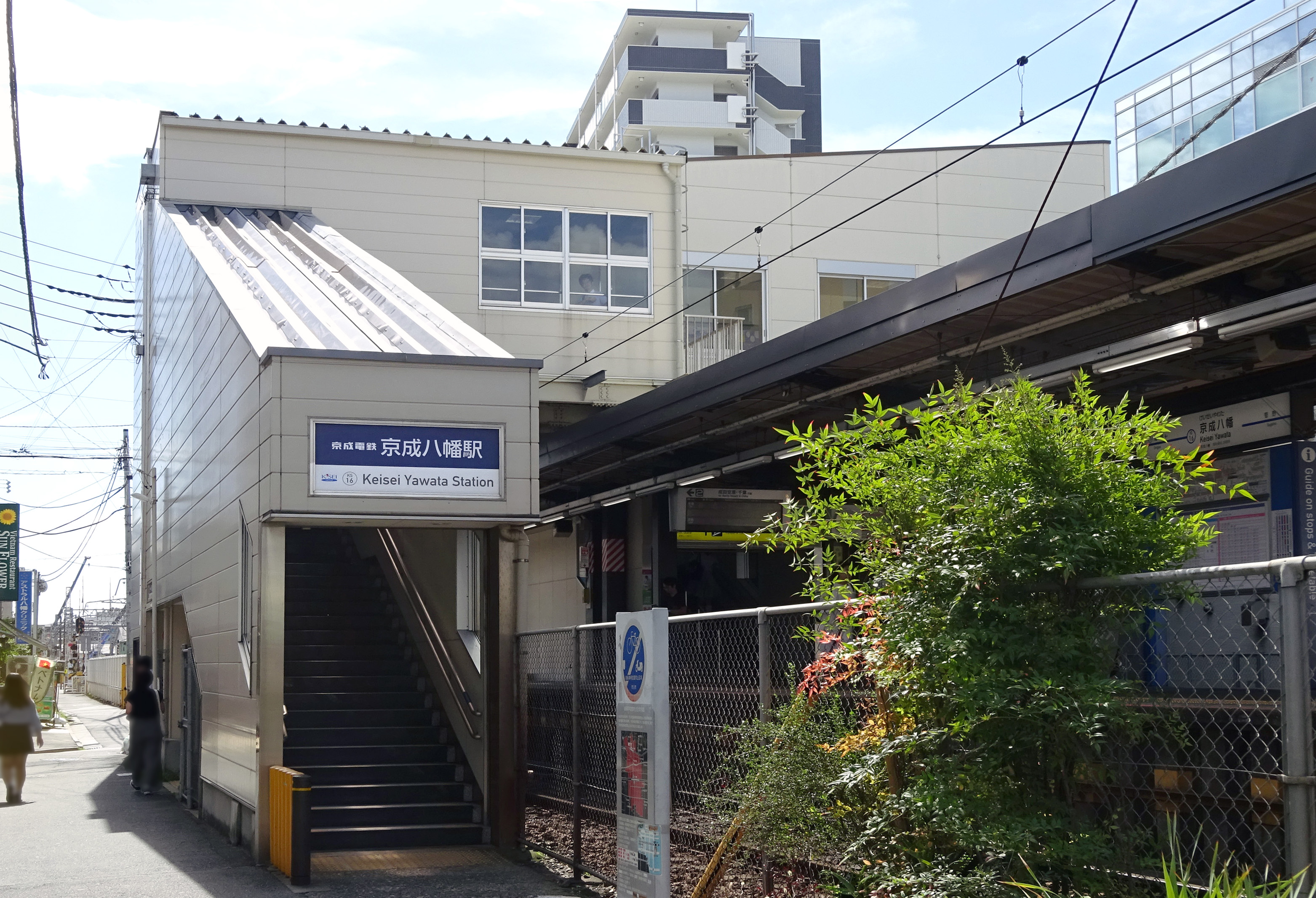
北口（2018年9月）

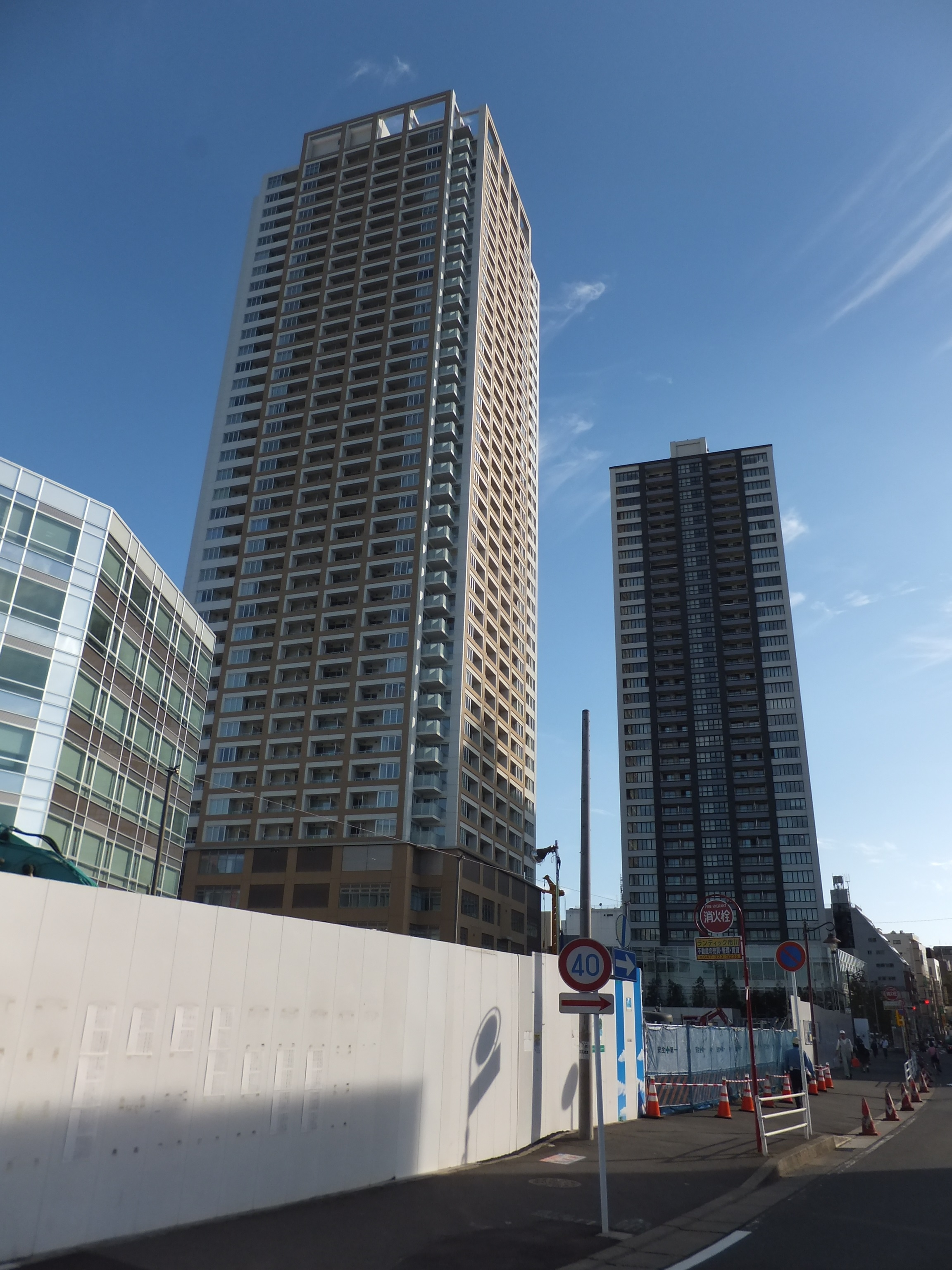
駅周辺の再開発地区（グランドターミナルタワー本八幡、ガレリア・サーラ）

京成八幡駅（けいせいやわたえき）は、千葉県市川市八幡三丁目にある、京成電鉄本線の駅である。駅番号はKS16。東京都交通局（都営地下鉄）・東日本旅客鉄道（JR東日本）本八幡駅と地下通路を介し接続している。

## 概要
当駅は市川市の行政・商業中心地に位置する中心駅の1つであり、京成本線の全優等列車（有料特急除く）が停車する。近傍には東日本旅客鉄道（JR東日本）・東京都交通局（都営地下鉄）の本八幡駅が位置し、都営地下鉄とは南口脇に出入口（A6出入口）がある地下通路で連絡している。また、JR東日本の同駅とは都営地下鉄の地下通路（または地上の一般道）で接続する。なお、本八幡駅とは都営地下鉄との連絡定期券の発売を実施しているが、JR東日本との発売は実施していない。
駅周辺の「菅野・八幡」地区は、江戸時代から豪商・富豪の別荘地として栄え、お屋敷街を形成する高級住宅街となっている。小説家の永井荷風が晩年に当駅近くに住んでおり、駅前商店街には「荷風の散歩道」と名付けられた飾りの旗が見られる。荷風の行き付けであった日本料理店「大黒家」や銭湯も現存する。駅徒歩約5分の位置には、下総国総鎮守「葛飾八幡宮」があり、毎年9月の例大祭では多くの人出で賑わう。
国府台から八幡にかけては、東京医科歯科大学など3つの大学があり、市川学園を始めとする私立高校が7校、私立中学校が5校、私立小学校が3校と大規模な文教都市・学園都市となっている。当駅からJR東日本の本八幡駅にかけて八幡一番街のような商店街や、パティオ本八幡、八幡ハタビル（本八幡ハタボウル）、ガレリア・サーラ、グランドターミナルタワー本八幡（核店舗・カスミ）などを代表する超高層マンションの複合施設、商業施設などが林立しているため、昼夜問わず多くの人で賑わう繁華街となっている。
近年では京成電鉄の旧本社（東京都墨田区押上）老朽化に伴い、2013年（平成25年）9月17日に本社を千葉県市川市八幡に移転した。新社屋は当駅・都営地下鉄の本八幡駅両駅前の再開発地区（八幡三丁目2番1号の旧京成百貨店跡地）に建設された。さらに、本八幡駅北口地区の市街地再開発事業、本八幡A地区第1種市街地再開発事業、本八幡B地区優良建築物等整備事業のような大規模な都市再開発が相次ぎ、多数の超高層マンションが林立する。

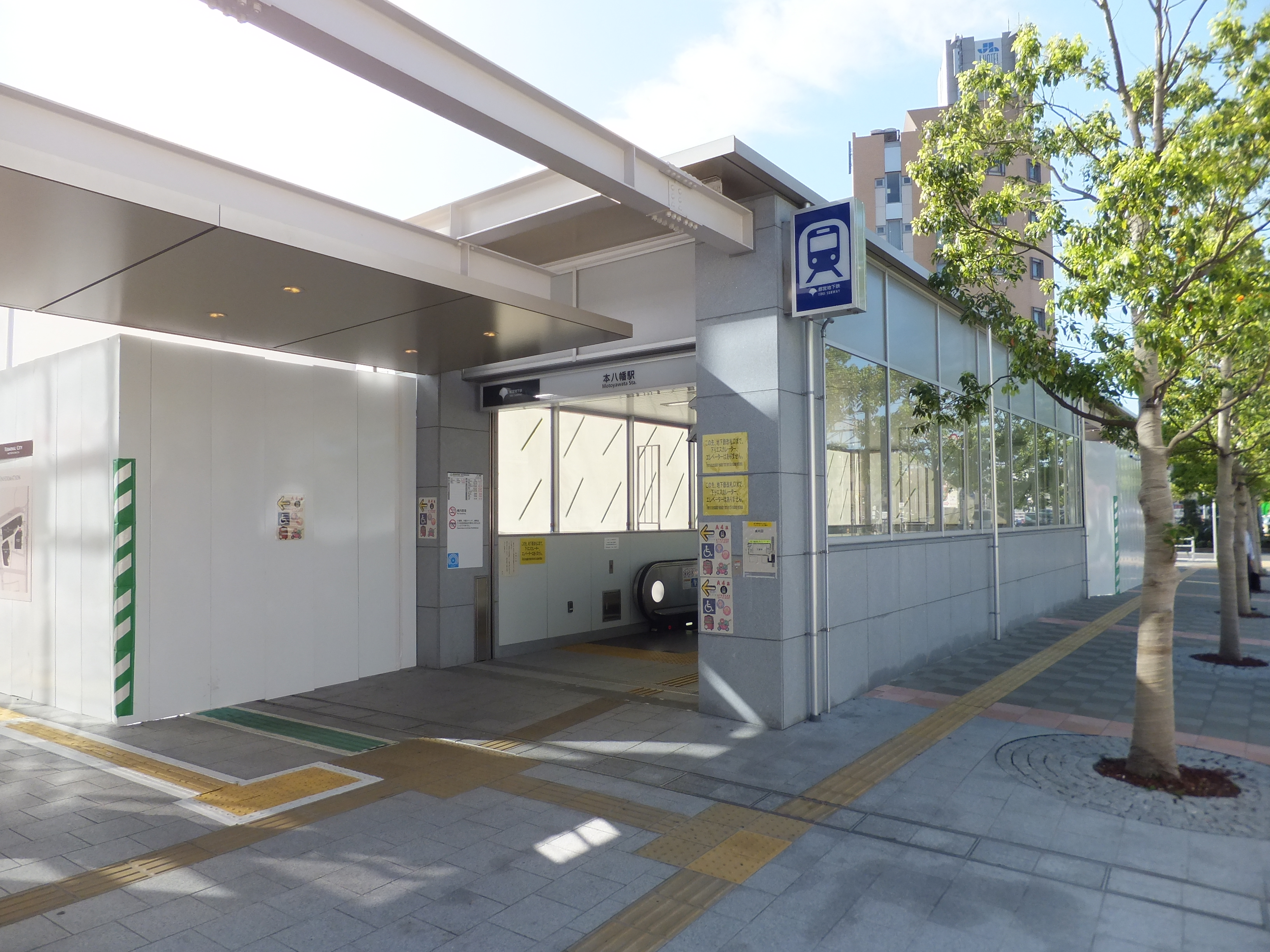
南口に近接する本八幡駅A6出入口（2013年9月）
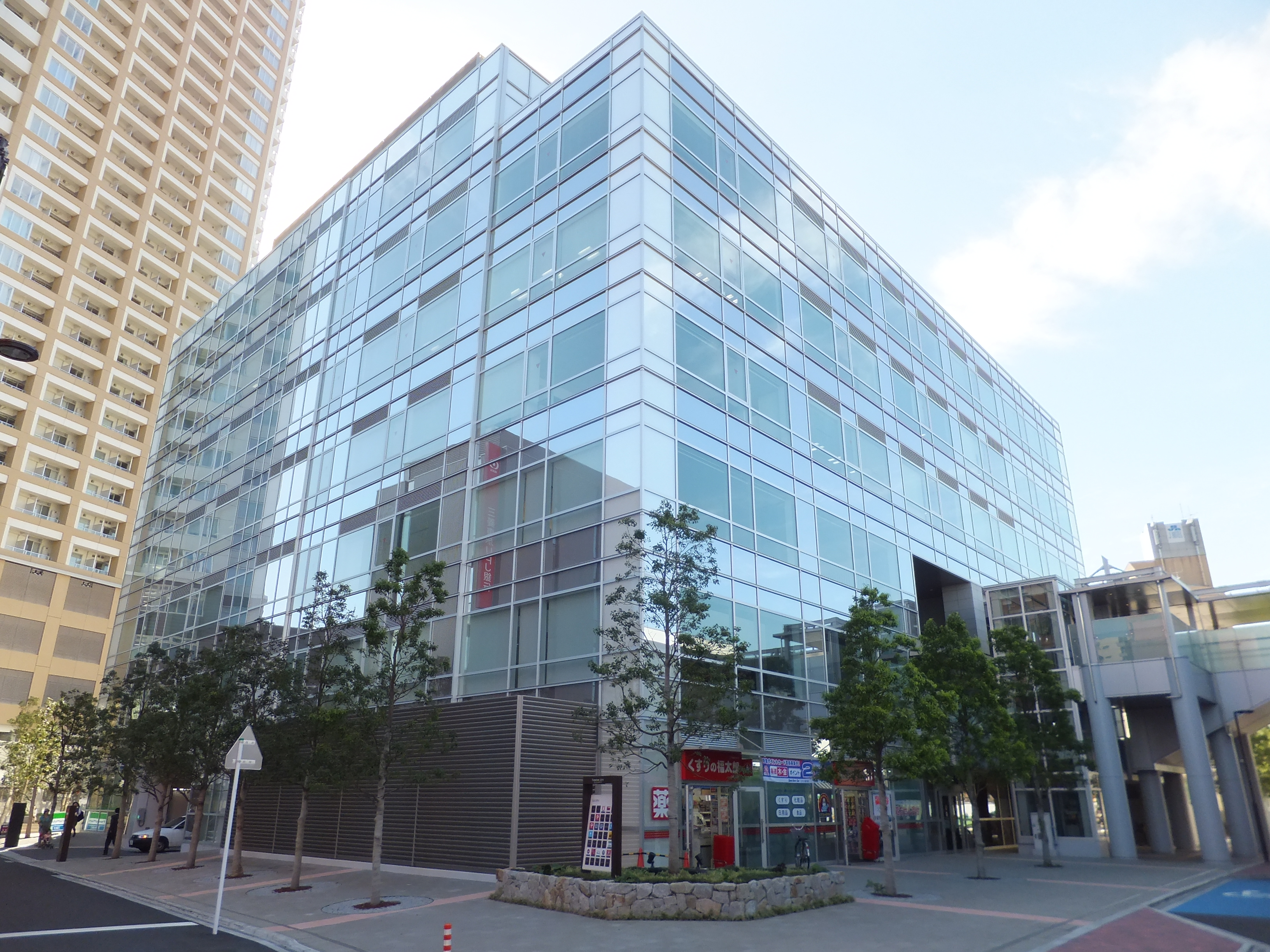
京成電鉄本社ビル（南口デッキで接続）

## 歴史
南口には駅ビルの京成百貨店が建っていたが、本八幡駅北口再開発事業および建物老朽化に伴い、2007年（平成19年）3月に2 - 4Fを閉店、1Fのリブレ京成も2010年（平成22年）2月28日に閉店し、跡地は再開発事業に伴い、2013年（平成25年）9月17日に従前の押上地区より移転した京成電鉄新本社ビル（オフィスビル1棟）、グランドターミナルタワー本八幡（超高層マンション1棟）、ターミナルシティ本八幡アイビス（商業施設棟）が建設された。

### 年表
- 1915年（大正4年）11月3日：新八幡駅（しんやわたえき）として開設。
  - 同日には鬼越寄りの葛飾八幡宮付近で八幡駅が開設している。
  - 当初の駅構造は下りホームがほぼ現在の位置であったのに対し上りホームは現在よりも船橋寄りに位置していたという、千鳥型に位置にずれがあった相対式ホームであった。戦後、上りホームの位置が下りホームの位置に合わされる[10]。
- 1942年（昭和17年）
  - 8月15日：八幡駅が廃止、当駅へ統合。
  - 11月1日：京成八幡駅（けいせいやわたえき）へ改称[11]。
- 1963年（昭和38年）
  - 9月：市川京成百貨店営業開始[10]。
  - 年内：駅構造をそれまでの相対式ホーム2面2線から現在の島式ホーム1面2線へ変更[10]。
- 1968年（昭和43年）10月10日：特急停車開始。10月1日には競合する総武線が快速電車運行開始、市川駅を停車駅としている[12]。
- 1970年（昭和45年）1月20日：駅構内の第1踏切（手動式）で電車とトラックが衝突。2人が死亡、3人が怪我。原因は踏切警手が寝過ごし、開閉器の操作を怠ったことによる[13]。
- 1984年（昭和59年）：市川京成百貨店が京成ストア経営となる。
- 2007年（平成19年）3月：市川京成百貨店が再開発事業に伴い、1Fを残し閉店。
- 2010年（平成22年）2月28日：市川京成百貨店1F部分で営業していたリブレ京成が再開発事業に伴い、全フロア閉店。
- 2013年（平成25年）9月17日：京成本社移転、業務開始。

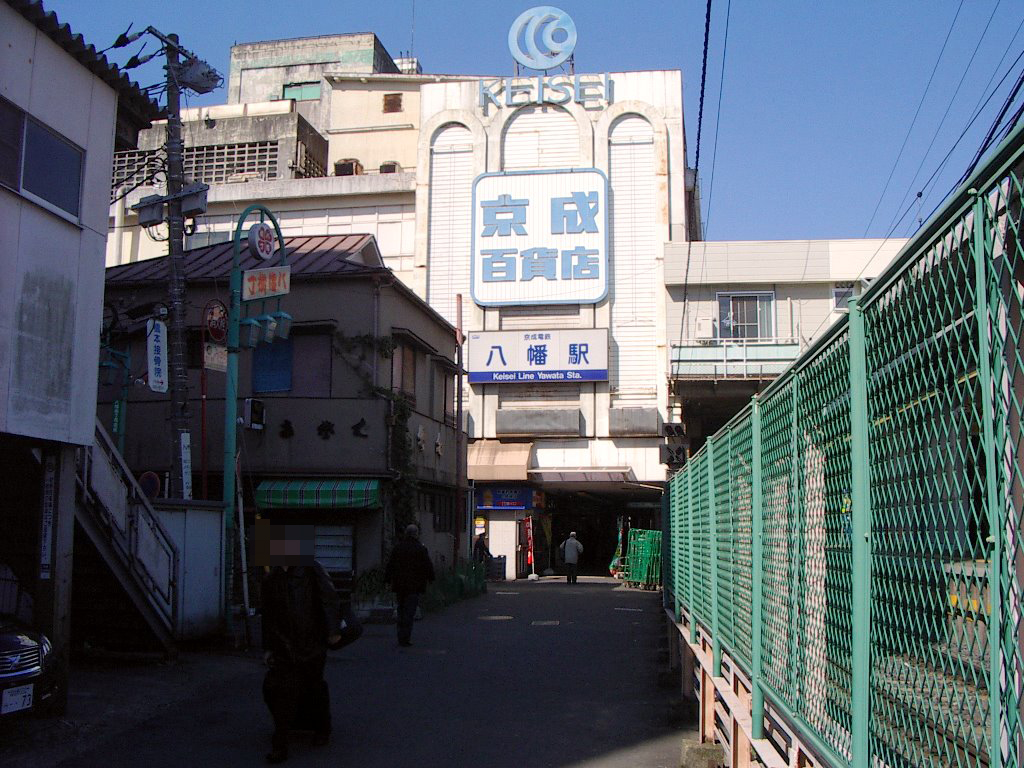
旧北側出入口 当時の駅ビルであった京成百貨店[注釈 2]（2007年2月）
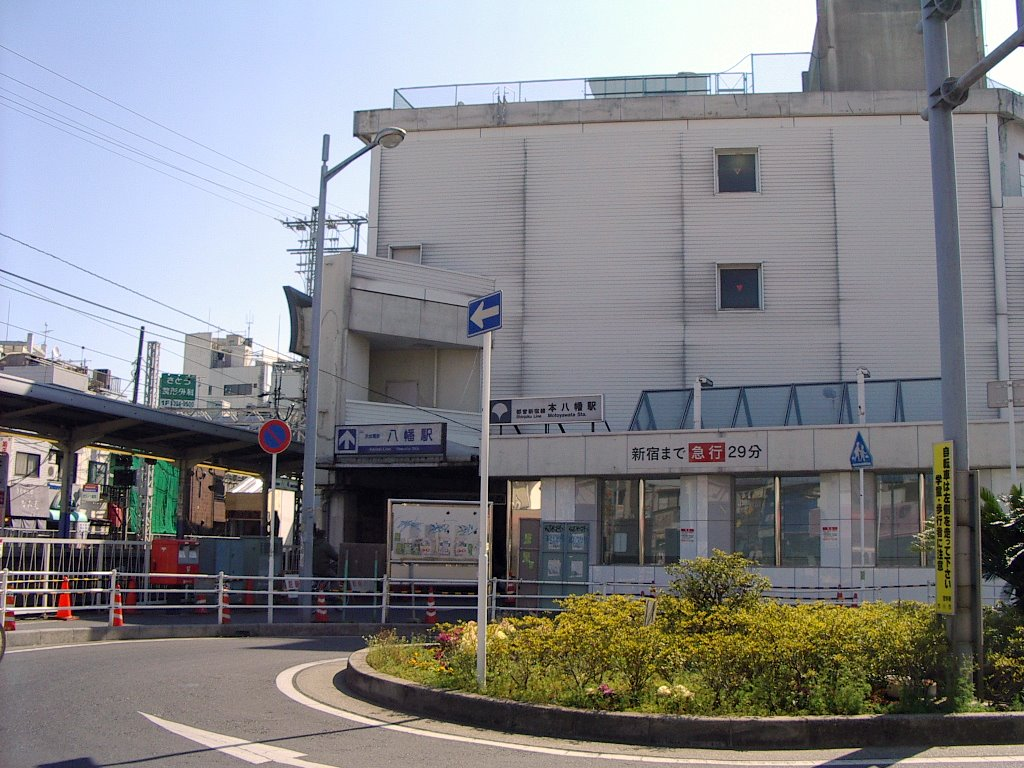
旧南側出入口（2007年2月）
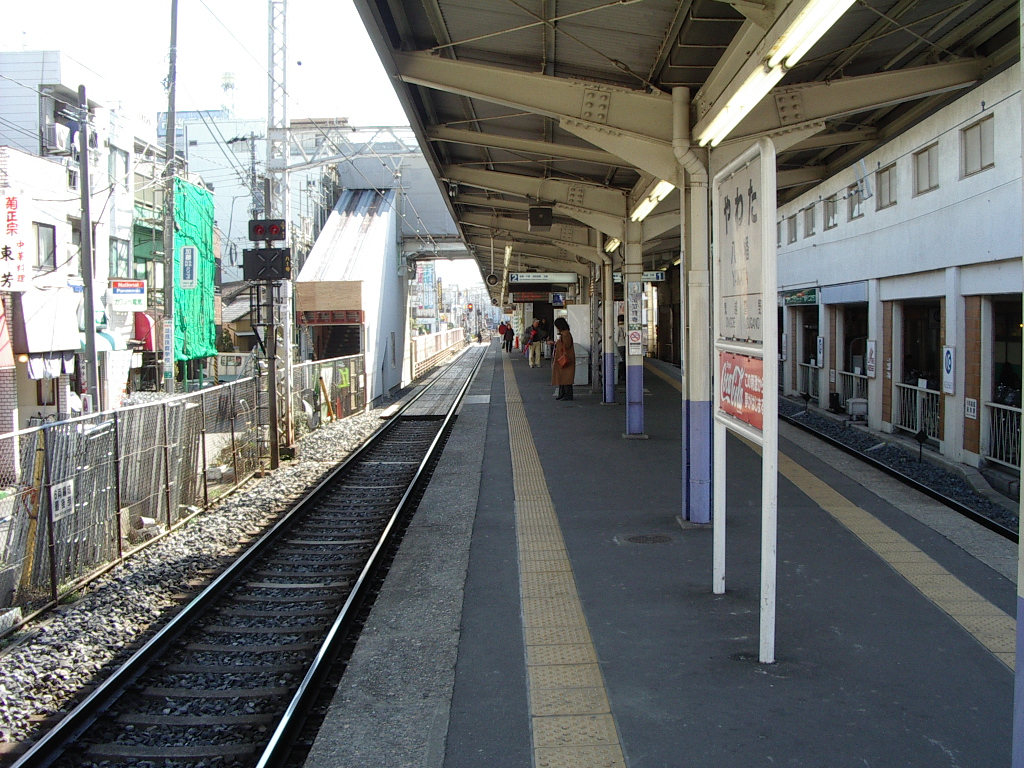
旧駅ホーム（2007年2月）

## 駅構造

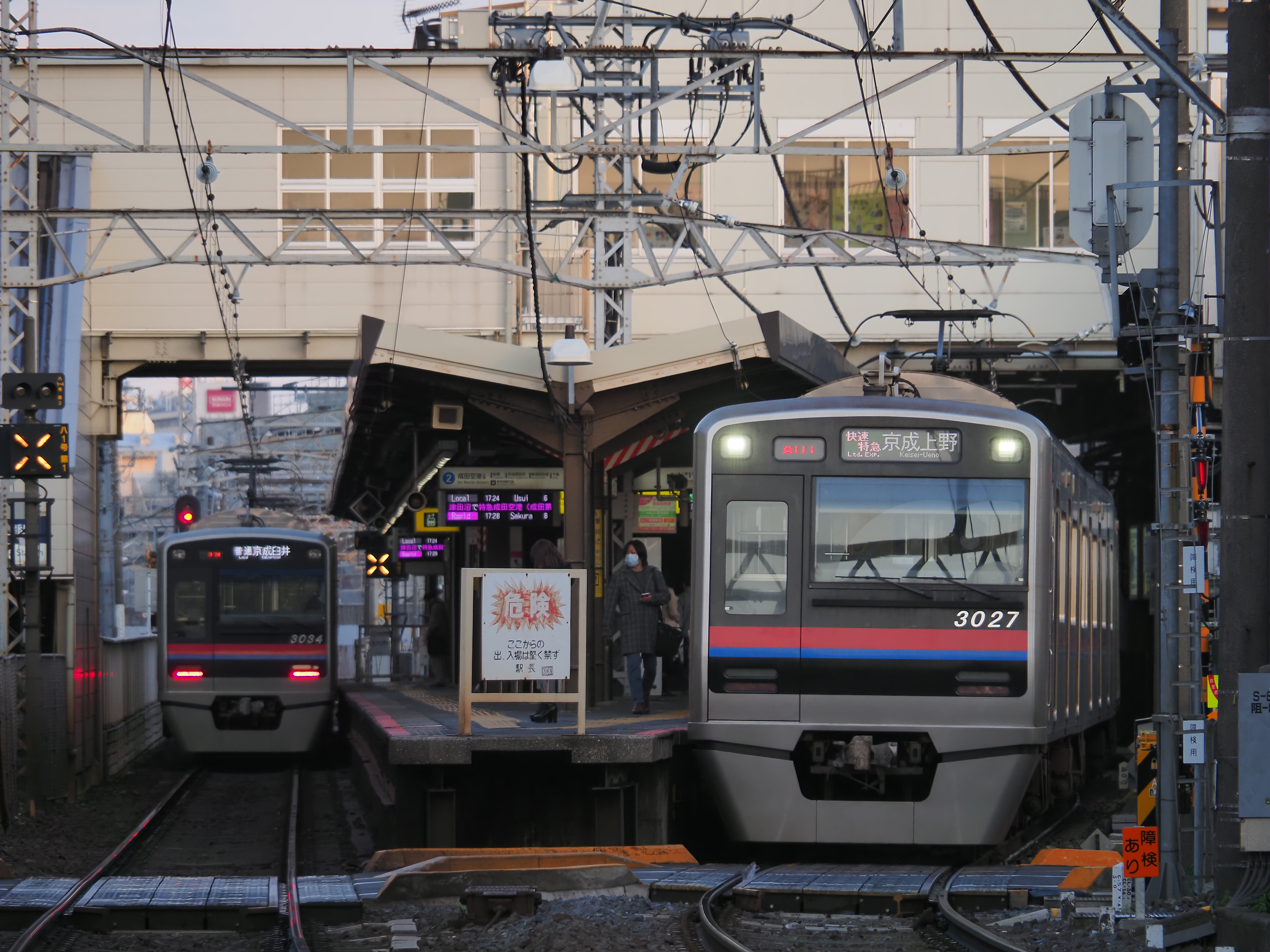
駅を発車する3000形電車

島式ホーム1面2線を有する地上駅。橋上駅舎を備える。駅長配置駅。南口デッキにより京成電鉄本社ビルと直結している。ホームは踏切に挟まれており、これらはいわゆる「開かずの踏切」となっているが、駅周辺再開発と絡み、当駅と駅前後の立体交差化計画もある。
エスカレーターは改札内コンコース - ホーム上野寄り間、エレベーターは北口・南口各出入口 - 改札外コンコース間を連絡している。トイレは改札内コンコース（階段横）に設置されている。改札外にはファミリーマートがある。発車標は、3色LEDを使用していたが、2019年にフルカラーLED式へ交換され、駅案内放送も成田スカイアクセス線の駅と同じ内容となった。

### のりば
| 番線 | 路線     | 方向 | 行先                                                             |
| ---- | -------- | ---- | ---------------------------------------------------------------- |
| 1    | 京成本線 | 上り | 京成高砂・青砥・日暮里・京成上野・押上・ 都営浅草線・ 京急線方面 |
| 2    | 京成本線 | 下り | 京成船橋・京成津田沼・ 成田空港・京成千葉・ 松戸線方面           |

- 上記路線名は成田空港線開通後の旅客案内名称に基づいている。

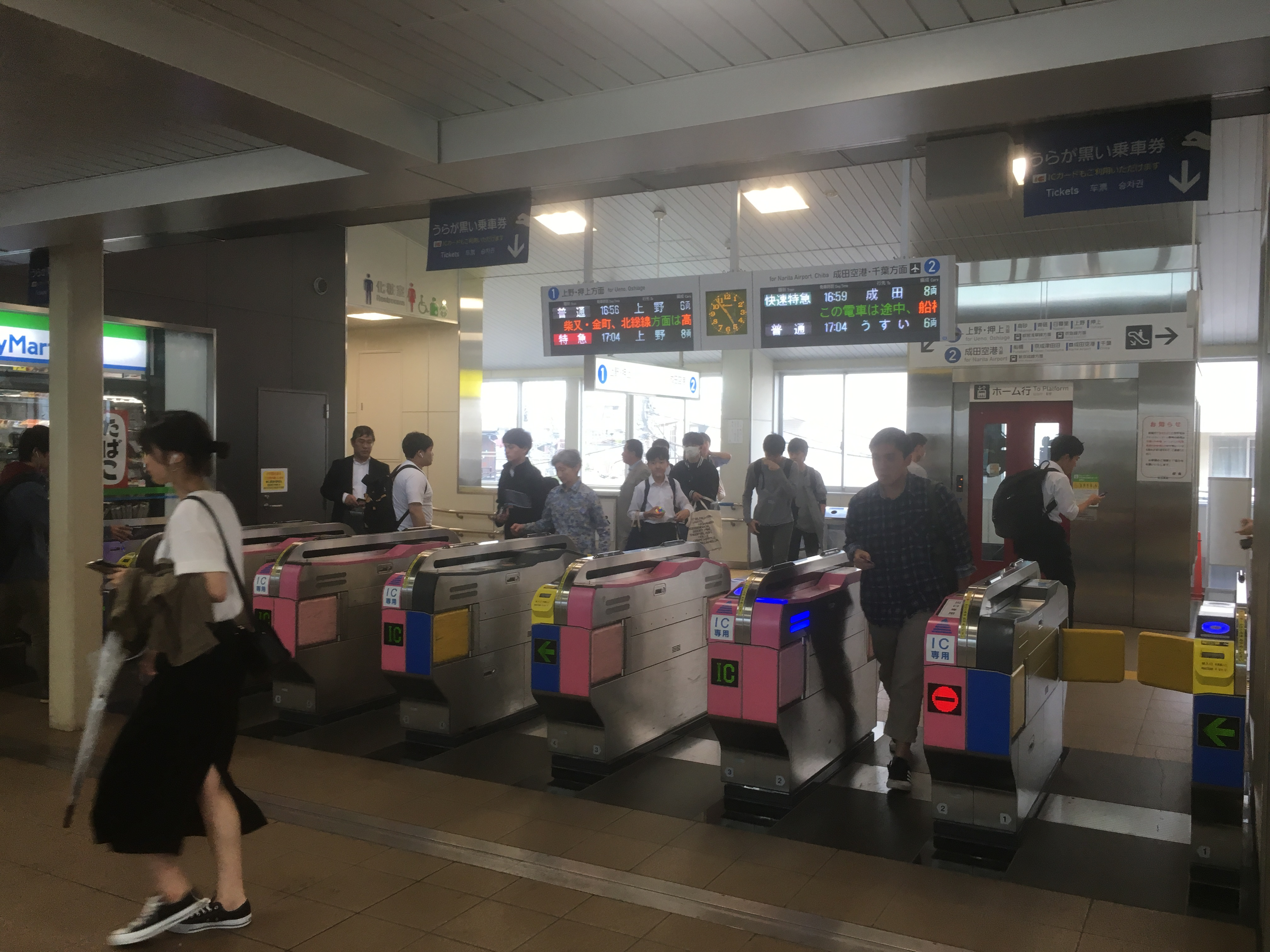
改札口（2019年5月）
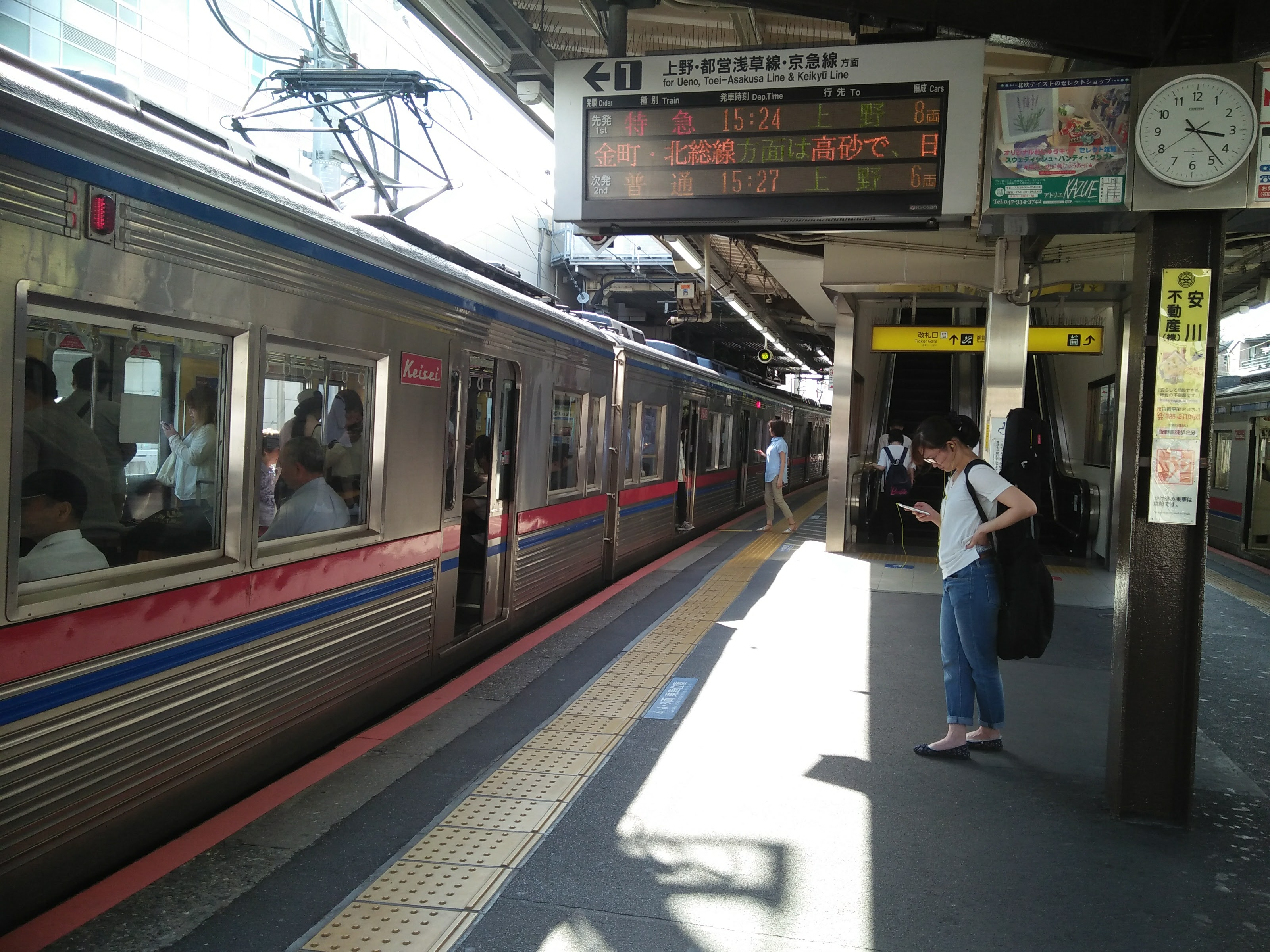
駅ホーム（2017年5月）
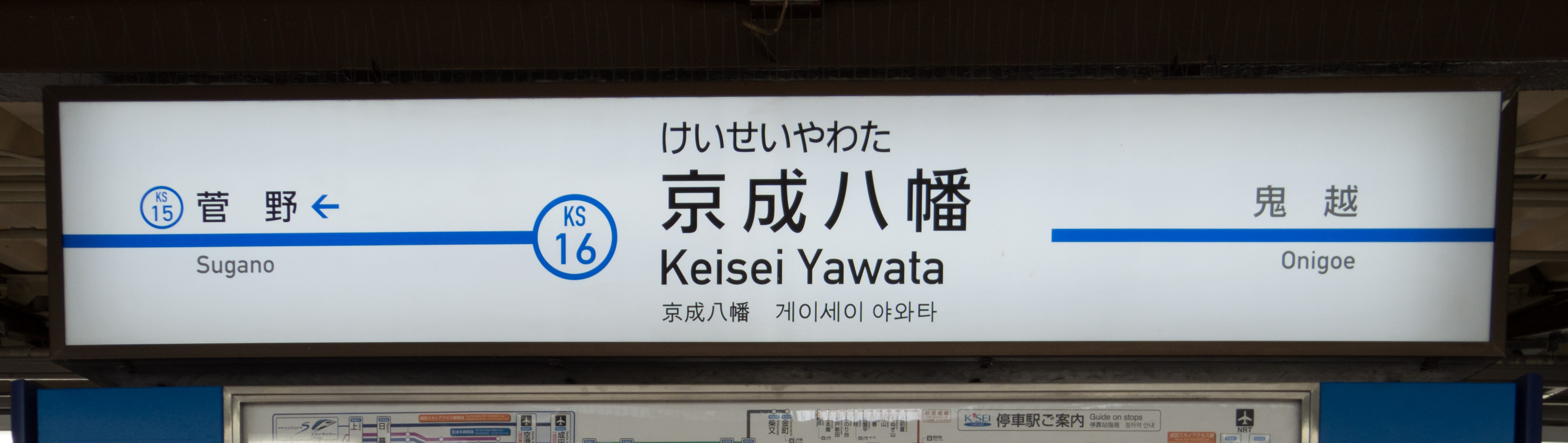
1番線駅名標（2015年4月）

## 利用状況
2024年度（令和6年度）の1日平均乗降人員は35,135人である。
近年の1日平均乗降・乗車人員の推移は以下の通り。
| 年度               | 1日平均 乗降人員 | 1日平均 乗降人員 | 1日平均 乗車人員 | 1日平均 乗車人員 |
| ------------------ | ---------------- | ---------------- | ---------------- | ---------------- |
| 1998年（平成10年） |                  |                  | 17,358           | [ * 1 ]          |
| 1999年（平成11年） |                  |                  | 16,904           | [ * 2 ]          |
| 2000年（平成12年） |                  |                  | 16,630           | [ * 3 ]          |
| 2001年（平成13年） |                  |                  | 16,359           | [ * 4 ]          |
| 2002年（平成14年） |                  |                  | 16,075           | [ * 5 ]          |
| 2003年（平成15年） | 31,639           | [ 広告 1 ]       | 15,673           | [ * 6 ]          |
| 2004年（平成16年） | 31,526           | [ 広告 2 ]       | 15,620           | [ * 7 ]          |
| 2005年（平成17年） | 31,736           | [ 広告 3 ]       | 15,712           | [ * 8 ]          |
| 2006年（平成18年） | 31,881           | [ 広告 4 ]       | 15,779           | [ * 9 ]          |
| 2007年（平成19年） | 31,817           | [ 広告 5 ]       | 15,693           | [ * 10 ]         |
| 2008年（平成20年） | 32,172           | [ 広告 6 ]       | 15,859           | [ * 11 ]         |
| 2009年（平成21年） | 32,074           | [ 広告 7 ]       | 15,815           | [ * 12 ]         |
| 2010年（平成22年） | 31,555           | [ 広告 8 ]       | 15,551           | [ * 13 ]         |
| 2011年（平成23年） | 30,361           | [ 広告 9 ]       | 14,950           | [ * 14 ]         |
| 2012年（平成24年） | 31,336           | [ 広告 10 ]      | 15,422           | [ * 15 ]         |
| 2013年（平成25年） | 32,192           | [ 広告 11 ]      | 15,871           | [ * 16 ]         |
| 2014年（平成26年） | 32,322           | [ 広告 12 ]      | 15,957           | [ * 17 ]         |
| 2015年（平成27年） | 33,275           | [ 広告 13 ]      | 16,447           | [ * 18 ]         |
| 2016年（平成28年） | 34,587           | [ 広告 14 ]      | 17,100           | [ * 19 ]         |
| 2017年（平成29年） | 35,584           | [ 広告 15 ]      | 17,594           | [ * 20 ]         |
| 2018年（平成30年） | 36,280           | [ 広告 16 ]      | 17,932           | [ * 21 ]         |
| 2019年（令和元年） | 36,364           | [ 広告 17 ]      | 17,998           | [ * 22 ]         |
| 2020年（令和02年） | 26,558           | [ 京成 2 ]       | 13,179           | [ 京成 2 ]       |
| 2021年（令和03年） | 29,244           | [ 京成 3 ]       | 14,506           | [ 京成 3 ]       |
| 2022年（令和04年） | 32,061           | [ 京成 4 ]       | 15,846           | [ 京成 4 ]       |
| 2023年（令和05年） | 33,920           | [ 京成 5 ]       | 16,752           | [ 京成 5 ]       |
| 2024年（令和06年） | 35,135           | [ 京成 1 ]       | 17,340           | [ 京成 1 ]       |

## 駅周辺
当駅は、東日本旅客鉄道（JR東日本）・東京都交通局（都営地下鉄）の本八幡駅と地下通路を介して接続している。駅西側には東京外かく環状道路（市川中央インターチェンジ）、駅南側には京葉道路（京葉市川インターチェンジ）、国道14号（千葉街道）、千葉県道6号市川浦安線、千葉県道283号若宮西船市川線が通る。
以下、総武本線より北側の施設等一覧（南側は「本八幡駅#駅周辺」を参照）。

### 北口
- 市川警察署 菅野交番
- 市川市中央公民館
- 市川市八幡市民会館（全日警ホール）

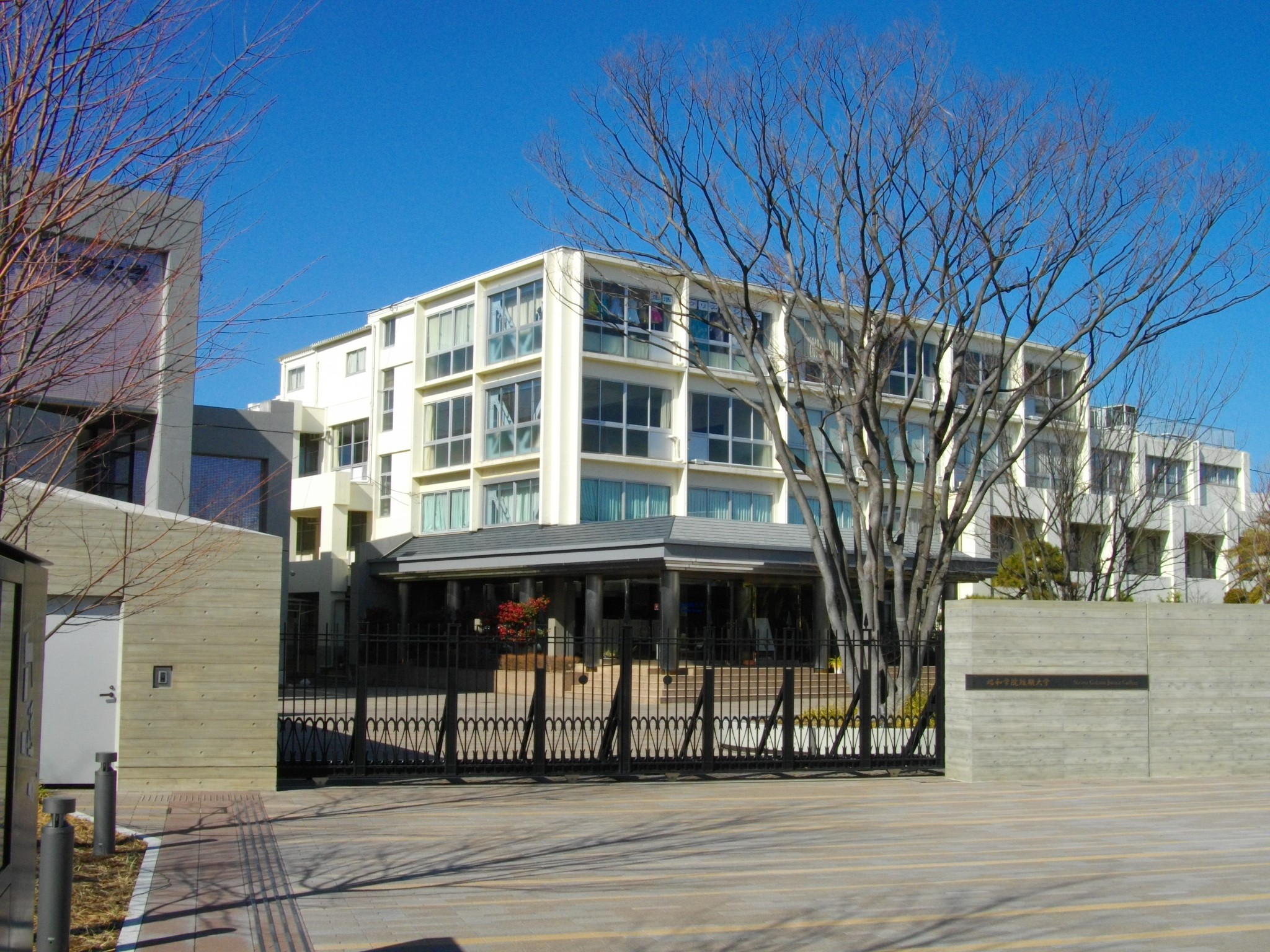
昭和学院短期大学
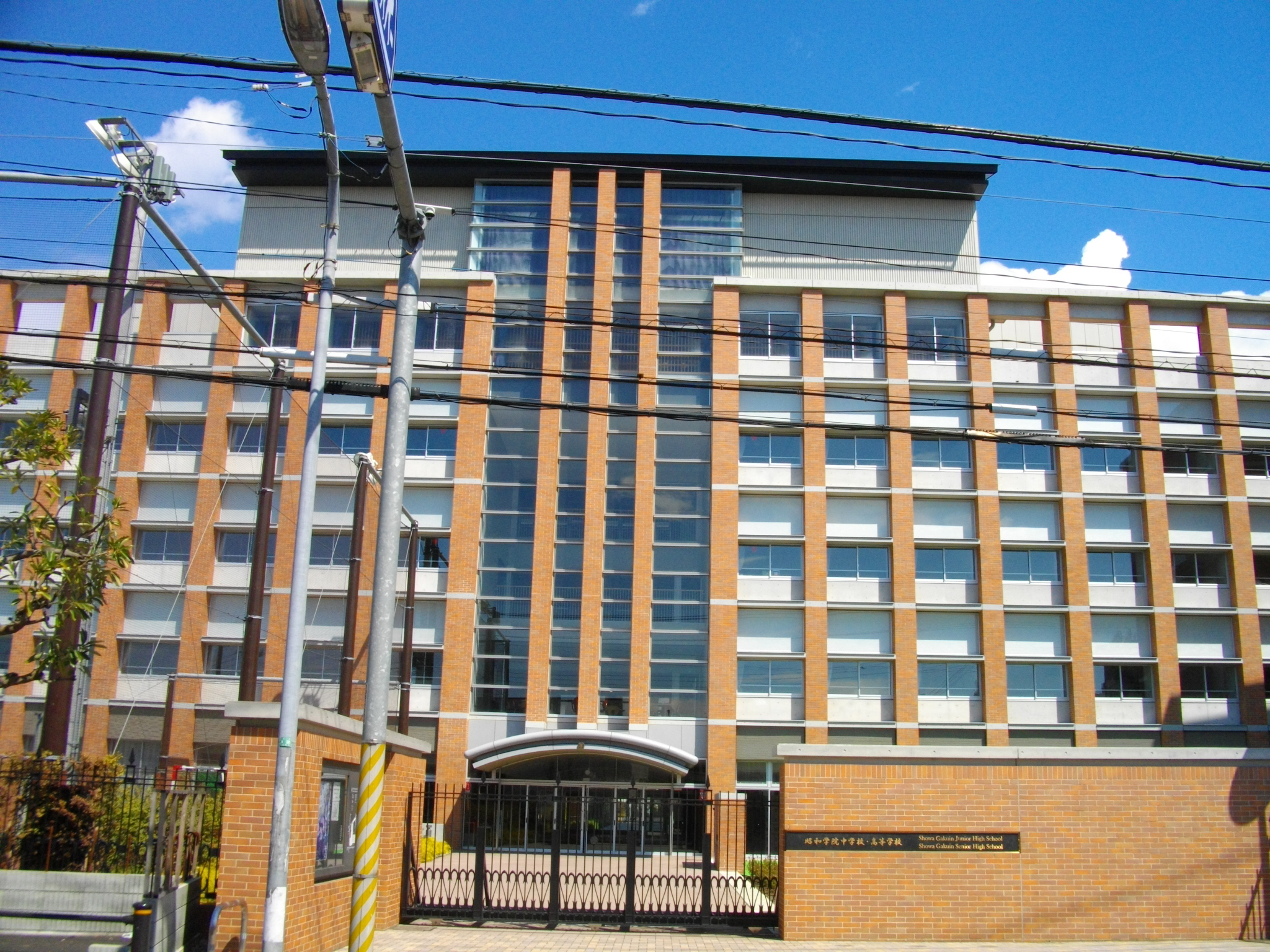
不二女子高等学校
- 昭和学院中学校・高等学校
- 市川市立八幡小学校
- 市川市立冨貴島小学校
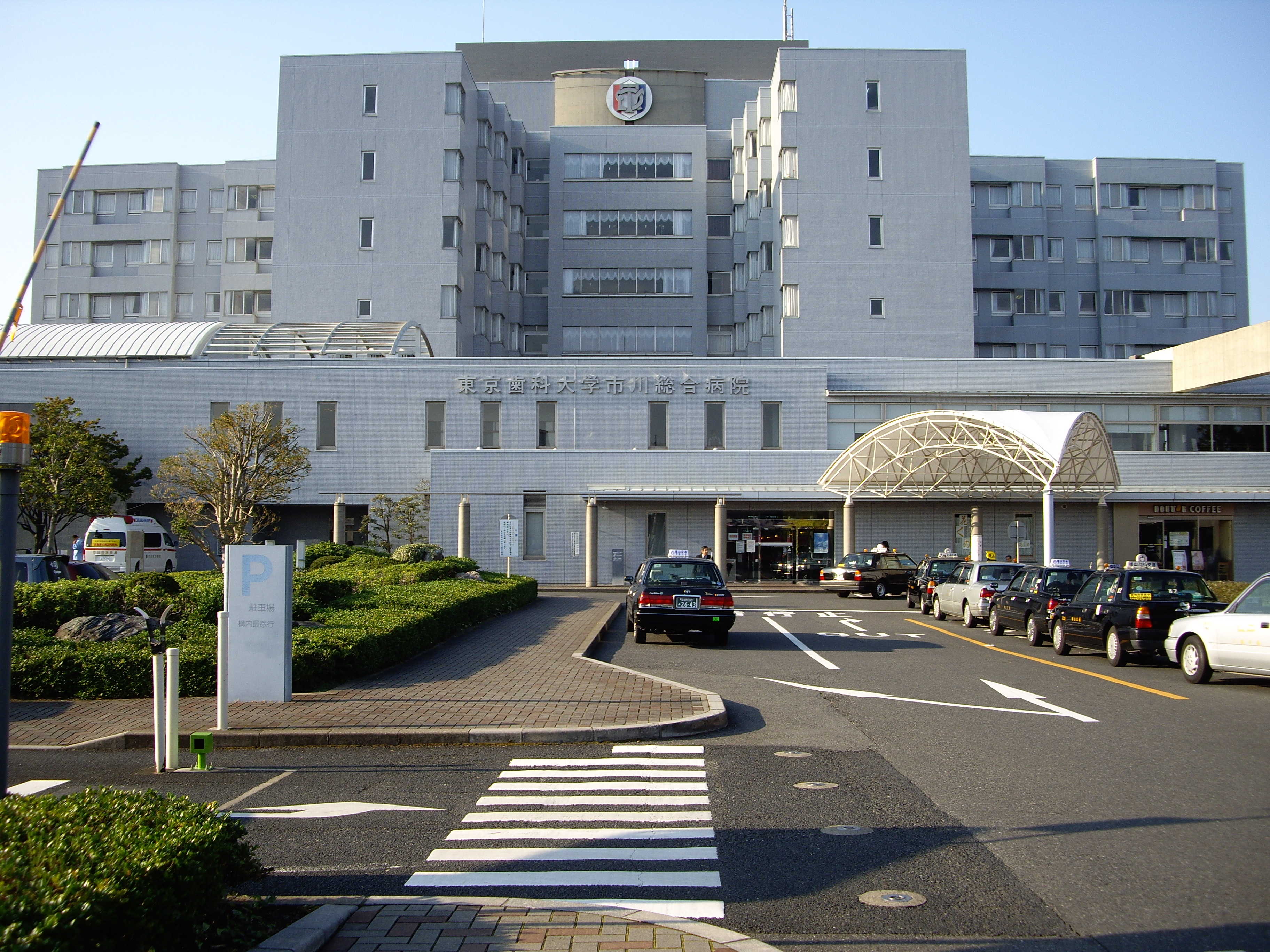
東京歯科大学市川総合病院
- 市川東菅野郵便局
- JAいちかわ 菅野支店
- 千葉興業銀行 八幡支店
- 東京ベイ信用金庫 宮久保支店
- エコ・ピア 八幡店
- 業務スーパー 市川菅野店
- マルエツ 市川菅野店
- 新鮮市場アタック 市川・宮久保店
- くすりの福太郎 宮久保店
- 肉のイズミヤ
- 越後屋餅菓子店
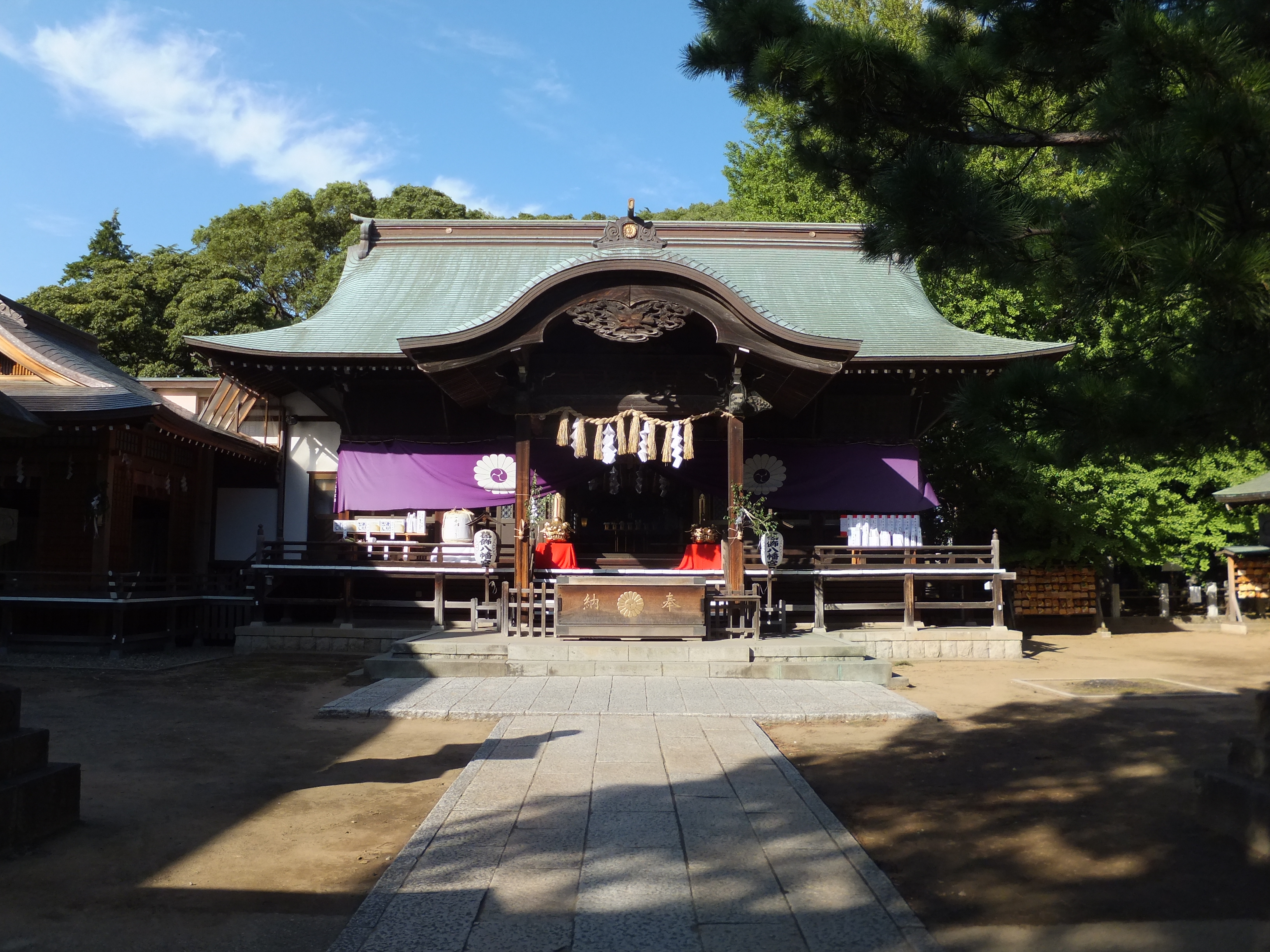
葛飾八幡宮
- 白幡天神社
- 水木洋子邸
- ジェイホテル本八幡

- 昭和学院短期大学
- 昭和学院中学校・高等学校
- 東京歯科大学市川総合病院
- 葛飾八幡宮

### 南口
- 市川警察署 本八幡交番
- 本八幡A地区第一種市街地再開発事業
  - ターミナルシティ本八幡
    - グランドターミナルタワー本八幡（超高層マンション）
    - 京成電鉄本社（オフィスビル棟）
      - くすりの福太郎 八幡駅前店
      - 千葉銀行 本八幡支店

    - ターミナルシティ本八幡アイビス（商業施設棟）
      - ターミナルシティ本八幡メディカルセンター
      - カスミフードスクエア 本八幡店
      - ヤマダデンキテックランドNew 市川本八幡店
- 本八幡B地区優良建築物等整備事業
  - ガレリア・サーラ

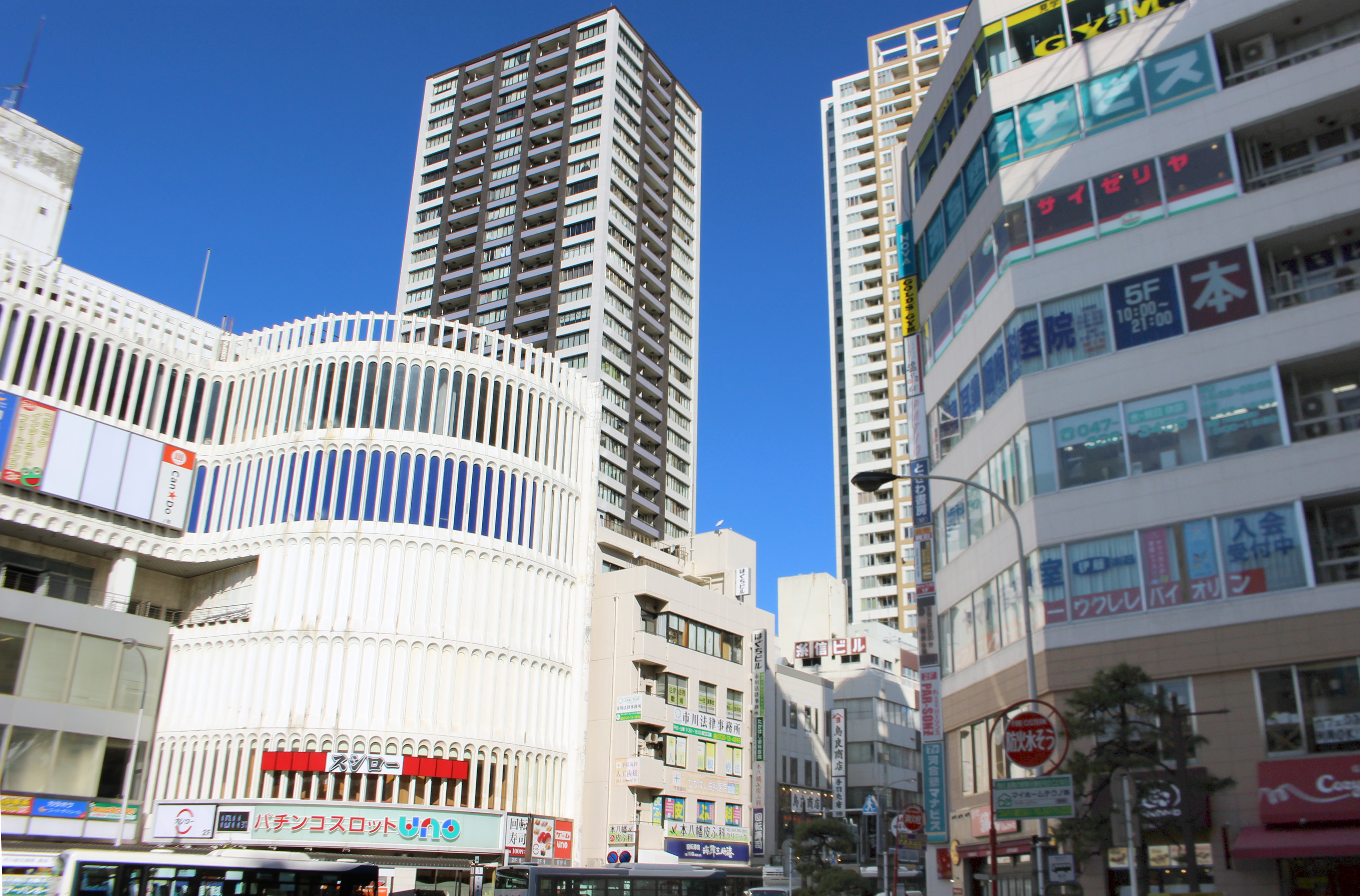
アクス本八幡
  - ときわ書房本八幡スクエア店プラスゲオ
  - セントラルフィットネスクラブ 本八幡
- 市川郵便局（ゆうちょ銀行市川店）：当駅 - 菅野駅間の中間地点にある。
- 北八幡郵便局
- 三菱UFJ銀行 市川八幡支店
- 三菱UFJ信託銀行 市川八幡支店
- 三井住友銀行 本八幡支店
- みずほ銀行 本八幡支店
- りそな銀行 市川支店
- 東京ベイ信用金庫 八幡支店
- 第一勧業信用組合 市川法人営業所
- シャポー本八幡（Shapo）
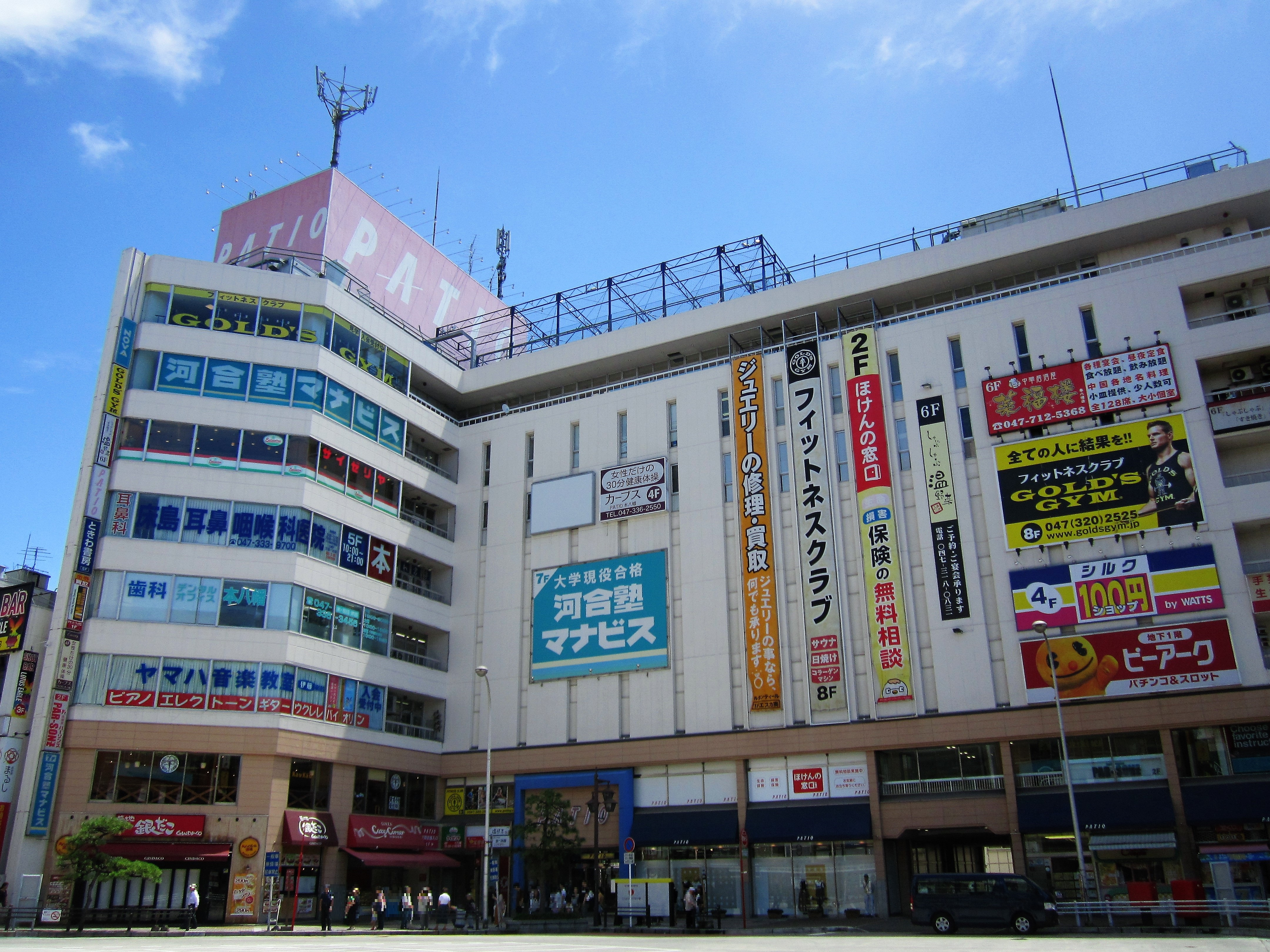
パティオ本八幡（本八幡駅前共同ビル）
- 八幡ハタビル
- オーケー 本八幡店
- ココカラファイン 京成八幡駅前店
- サイゼリヤ1号店（教育記念館）
- 昭和興業 本社
- 旭陽電機 本社
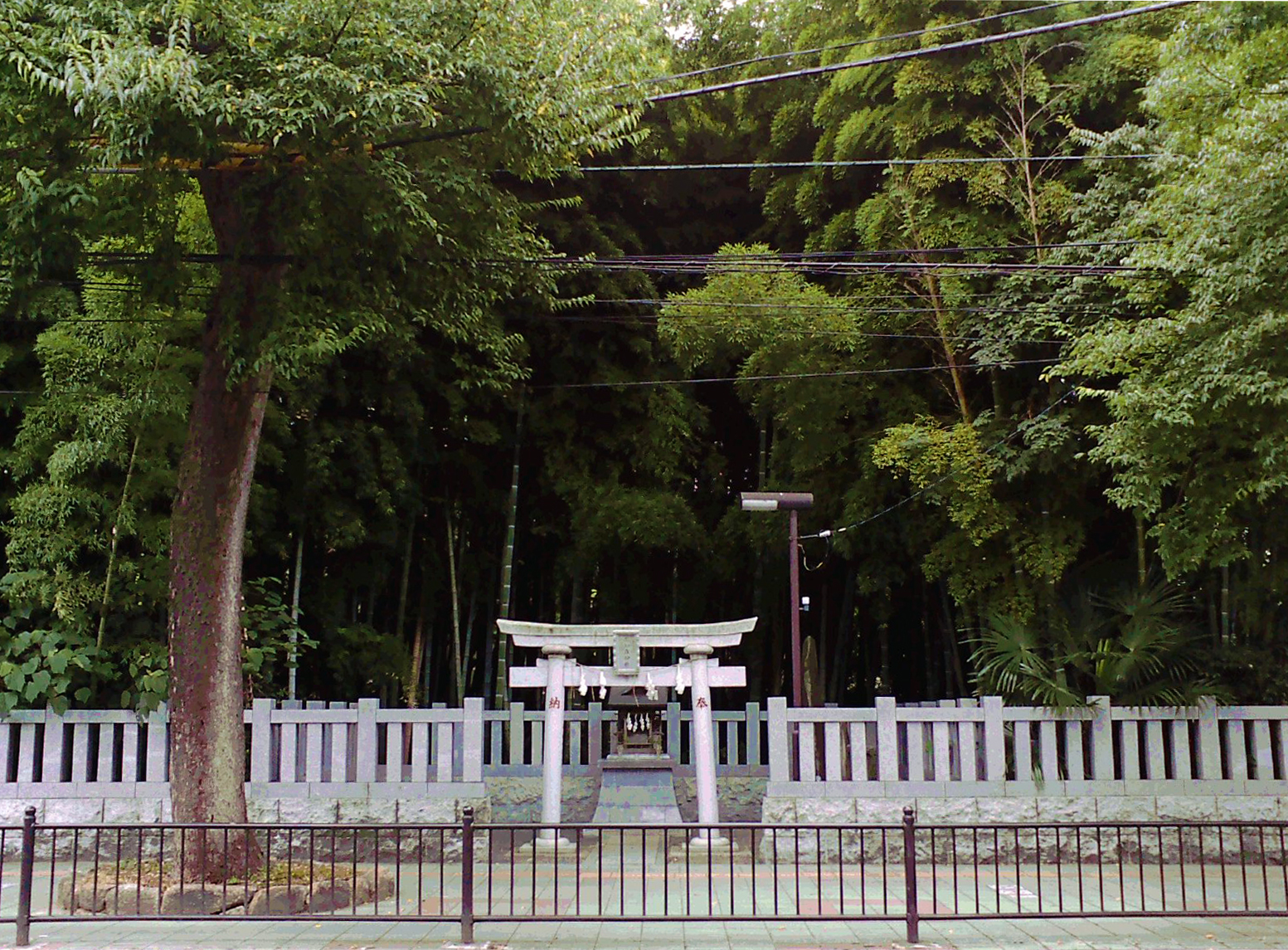
八幡の藪知らず
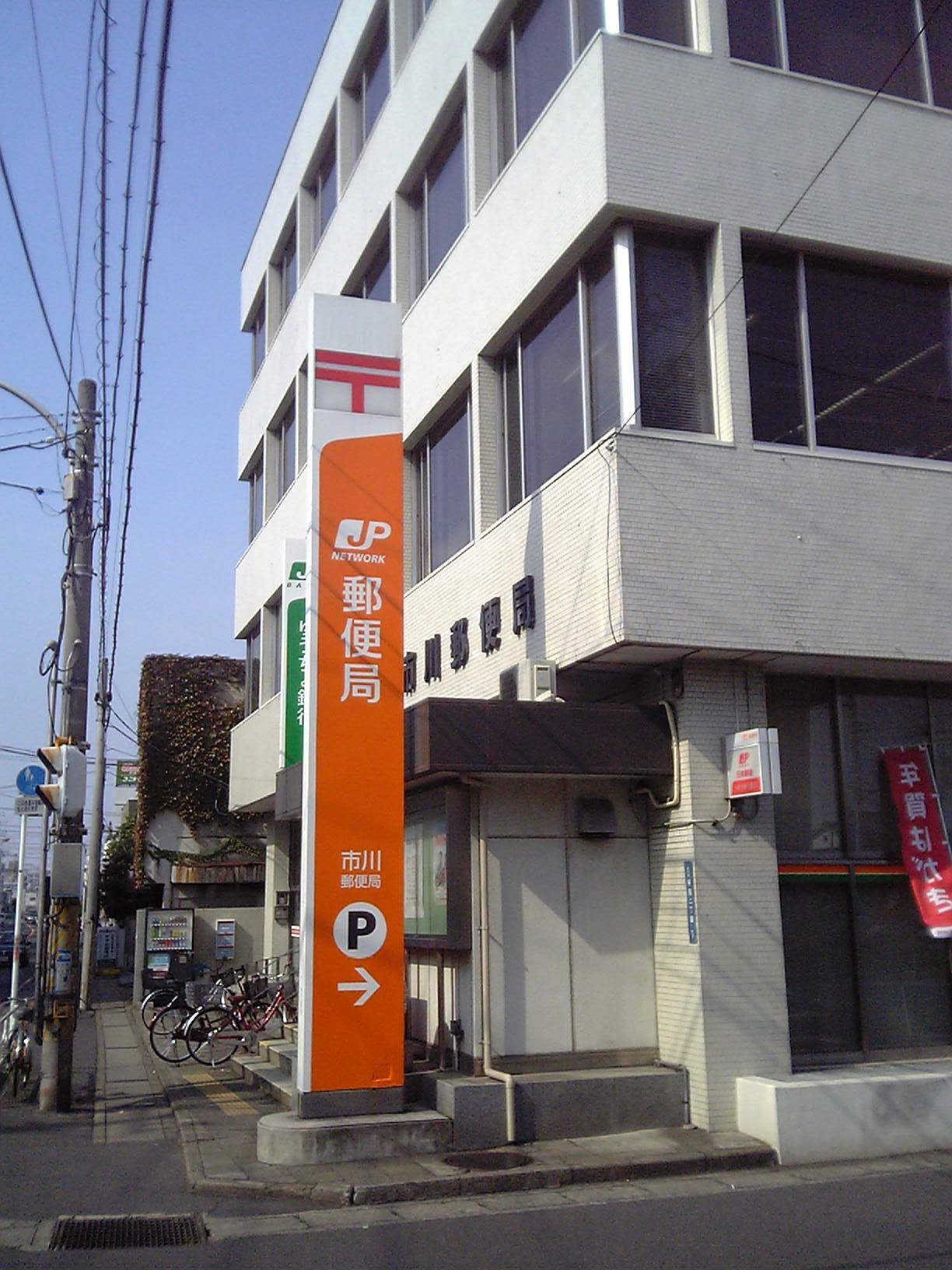
市川郵便局

- 八幡ハタビル
- パティオ本八幡
- 八幡の藪知らず
- 市川郵便局

## バス路線
全て京成バスによって運行されている。
| 系統                               | 主要経由地                                             | 行先             | 備考                     |
| ---------------------------------- | ------------------------------------------------------ | ---------------- | ------------------------ |
| 本11                               | 市川学園・姫宮団地入口・大野町三丁目                   | 医療センター入口 | 姫宮団地入口深夜バスあり |
| 本12                               | 市川学園・姫宮団地入口・大野町三丁目・医療福祉センター | 医療センター入口 | 平日のみ                 |
| 本13                               | 市川学園・姫宮団地入口・市川大野駅・大野町三丁目       | 医療センター入口 |                          |
| 本14                               | 市川学園・姫宮団地入口・市川大野駅・市営霊園           | 市川営業所       |                          |
| 本15                               | 市川学園・姫宮団地入口・市川大野駅                     | 動植物園         | 土休日のみ               |
| 本16                               |                                                        | 市川学園正門前   |                          |
| 本31                               | 昭和学院・高塚入口・高塚                               | 東松戸駅         | 高塚行深夜バスあり       |
| 本32                               | 昭和学院・高塚入口・市川大野駅                         | 大町駅           |                          |
| 本33                               | 昭和学院・高塚入口・市川大野駅・大町駅                 | 市川営業所       |                          |
| 本36                               | 昭和学院・高塚入口・市川大野駅・殿台入口               | 高塚             |                          |
| 市63                               | 昭和学院・市川総合病院・市川真間駅                     | 市川駅           |                          |
| 本11 - 本16 本31 - 本33 本36・市63 |                                                        | 本八幡駅         |                          |

## 隣の駅
京成電鉄
 本線
■快速特急・■特急・■通勤特急
京成高砂駅 (KS10) - 京成八幡駅 (KS16) - 京成船橋駅 (KS22)
■快速
京成小岩駅 (KS11) - 京成八幡駅 (KS16) - 東中山駅 (KS19)
■普通
菅野駅 (KS15) - 京成八幡駅 (KS16) - 鬼越駅 (KS17)